# Syllepte paucistrialis
Syllepte paucistrialis là một loài bướm đêm trong họ Crambidae.